# FLNC-Canal Habitual
El FLNC-Canal Habitual és un moviment polític nacionalista cors i que lluita clandestinament amb les armes. És una escissió del FLNC, de la branca del Moviment per l'Autodeterminació (MPA), escindit el 1990 de l'Accolta Naziunale Corsa (ANC).
El 1992, el MPA renuncià a l'independentisme, però el FLNC-Canal Habitual mantingué la lluita armada fins que s'autodissolgué en 1996.
El període de 1994 a 1996 fou el més mortífer a causa dels seus ajustaments de comptes amb el FLNC-Canal Històric.
La dissolució no fou pas acceptada per tots els militants i els contraris abandonaren el MPA per a fundar Corsica Viva. El FLNC-Canal Habitual fou ressuscitat alguns dies més tard sota el nom de FLNC del 5 de maig.